# 鋼鐵工人紀念第二海峽橋
鋼鐵工人紀念第二海峽橋（英語：Ironworkers Memorial Second Narrows Crossing）是加拿大卑詩省大溫哥華地區内一條懸臂橋，橫越布勒内灣的第二海峽，連接溫哥華市東部及北岸的北溫區。大橋隸屬卑詩省1號公路（橫加公路），全長1,292（4,239英尺），主橋跨則為335（1,099英尺）。
大溫地區的居民常將此橋稱為第二海峽橋（Second Narrows Bridge），但此名稱正式上則指該橋旁的鐵路專用橋。

## 歷史

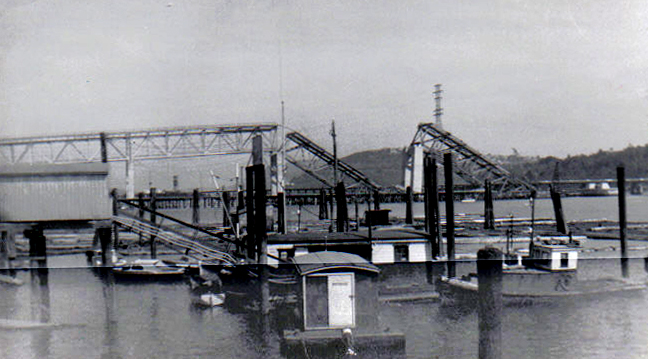
大橋崩塌後的情況

在此橋興建之前，布勒内灣第二海峽兩岸是由鐵路和汽車兩用的第二海峽橋連接，而新汽車大橋的工程則於1957年展開。然而，興建中的大橋卻於1958年6月17日崩塌，導致79名工人掉進30米以下的海灣，當中18名工人罹難。兩天後，一名在現場水域尋找失蹤者的蛙人遇溺，令死亡人數上升至19人。事後調查報告指出，負責大橋設計的工程師計算出錯，一條為工程而設的臨時懸臂不足以承托實際上的負荷，大橋因而倒塌。工程其後重新開始，而大橋於1960年正式落成啓用。整項工程有另外四名工人在其他事故中喪生。
為了紀念在大橋工程中喪生的工人，大橋於1994年正式名為「鋼鐵工人紀念第二海峽橋」
。

## 外部連結
- B.C. Highway Cams （页面存档备份，存于） － 鋼鐵工人紀念第二海峽橋現場路況